# Черетянка
Черетянка (біл. Чарацянка) — агромістечко, центр Черетянській сільській раді Гомельського району Гомельської області Республіки Білорусь.

## Географія

### Розташування
За 53 км на південний схід від Гомеля та за 7 км від залізничної станції Кравцовка на лінії Гомель — Чернігів.

## Транспортна мережа
Транспортні зв'язки степовою, потім автомобільною дорогою Тереховка — Марковичі. У селі 193 житлові будинки (2004). Планування складається з довгого, зі спрямованістю з південного сходу на північний захід, вулиці та паралельних їй на 2-х коротких вулицях. Забудова дерев'яних будинків садибного типу. У 1987 році збудовано 50 цегляних будинків, до яких було переселено мешканців із забруднених після катастрофи на Чорнобильській АЕС територій.

## Вулиці
- 70 років Жовтня
- Інтернаціональна
- Лісна
- Мінська
- Перемоги
- Працівна
- Симоновича
- Садова

## Історія

### Археологічні розкопки
Археологами у 2 км на південь в урочищі Мошки виявлено городище: кругла площинка діаметром 50 метрів посилена кільцеподібним валом висотою 2,5 метра відома з 1873 в 1910 обстежував Євдоким Романов, в 1976 археолог Богомольников. Розкопки не проводились. А також друге городище з місцевою назвою Городець за 0,8-1 км на південь від села праворуч від путівки до села Глибоцьке, що є доказом заселення цих місць з давніх-давен.

### Російська імперія
Згідно з письмовими джерелами село відоме з XIX століття як село у володінні Станіслава Солтана-Пересвята. У 1848 році збудовано дерев'яну церкву. З 1865 діяло народне училище (у 1889 навчалося 57 хлопчиків і 8 дівчаток). У 1868 році замість старої дерев'яної, побудована цегляна Успенська церква, якої належало 39 десятин землі. У 1897 році — хлібний магазин. У 1909 році в Марковицькій волості Гомельського повіту Могилівської губернії. 1912 року створено споживче товариство.

### СРСР

#### Радянізація
З 8 грудня 1926 року центр Черетянської сільської ради Носовицького, з 4 серпня 1927 року Терехівського районів Гомельського (до 26 липня 1930 року) округу, з 20 лютого 1938 року Гомельської області.
1930 року організовано колгосп «Октябрь». Працювали, вітряк, кузня.

#### Німецько-радянська війна
Під час німецько-радянської війни окупанти частково спалили поселення та вбили 26 жителів. На фронтах та у партизанській боротьбі загинули 122 мешканці села. Село було звільнено 27 вересня 1943 року.

#### Повоєнні роки
У 1959 році центр колгоспу «За Родину», до якого входило також селище Чаплін. Розміщені 9-річна школа, Будинок культури, бібліотека, швейна майстерня, фельдшерсько-акушерський пункт, дитячий садок, відділення зв'язку, їдальня, кафе, 2 магазини, лазня.
У 1987 році збудовано нову, цегляну будівлю школи.
На згадку про загиблих у німецько-радянській війні у 1977 році біля клубу встановлено пілон та дошки з іменами загиблих.

## Населення

### Чисельність
- 2004 — 193 двори, 559 мешканців